# Molophilus polycanthus
Molophilus polycanthus là một loài ruồi trong họ Limoniidae. Chúng phân bố ở miền Cổ bắc.